# Солодкий корінь голий

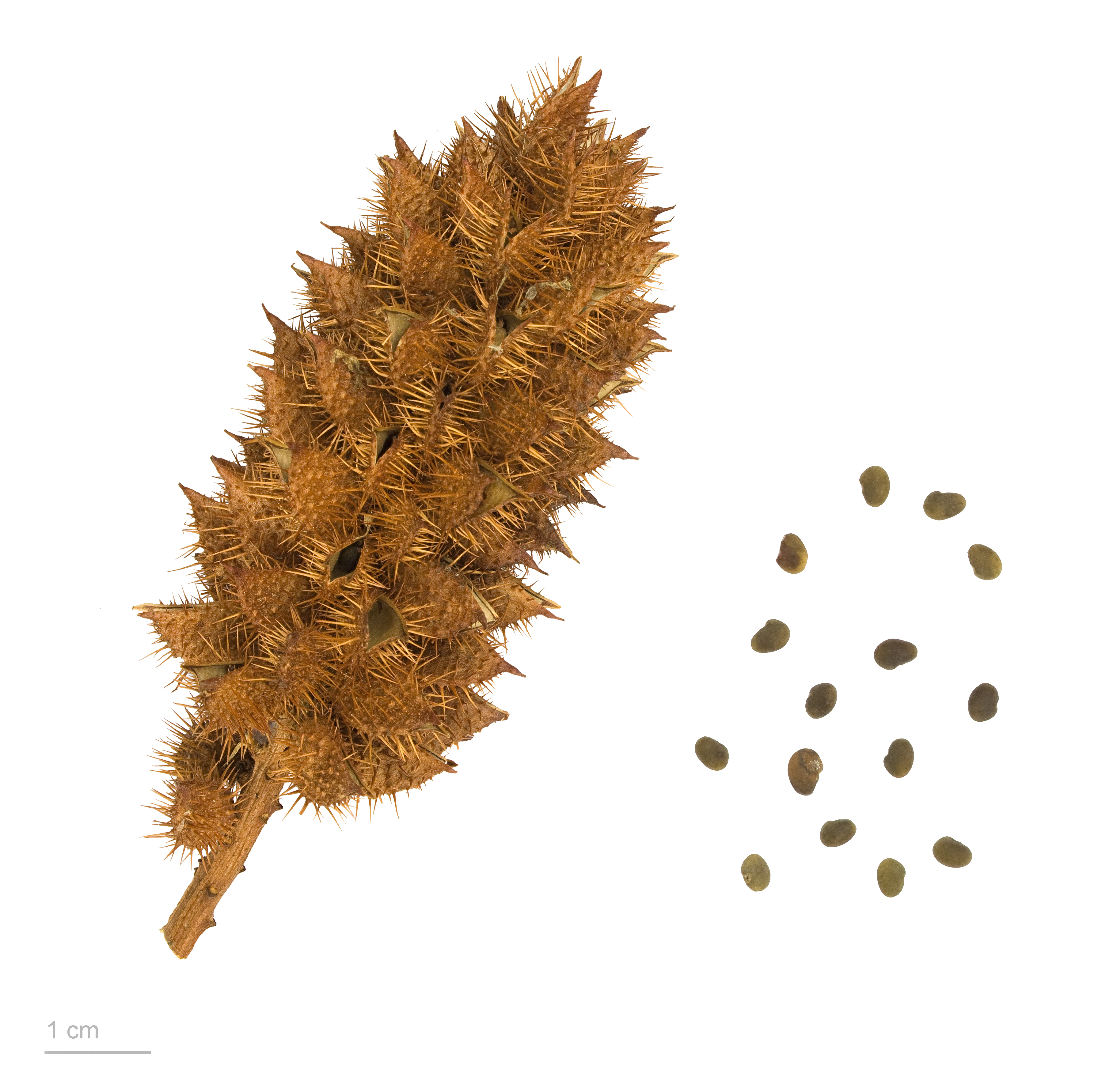
Glycyrrhiza glabra — Тулузький музей

Солодкий корінь голий (лат. Glycyrrhiza glabra L., інші назви: солоде́ць голий, вербе́ць, соло́дка, соло́дкий ко́рінь, солоди́ч, локри́ця) — багаторічна рослина родини бобових. Вид занесений до Червоної книги України, угруповання (формація) — до Зеленої книги України. Корінь використовується в промисловості й медицині.

## Зовнішній вигляд
Багаторічна трав'яниста рослина 50-100 см заввишки, що має потужну кореневу систему. Листки її почергові, складні, непарноперисті, з 11-15 яйцеподібно-ланцетними листочками, квітки метеликові, блідо-фіолетові, зібрані у густу пазушну волоть. Плоди — шкірясті бурі боби. Цвіте у червні — серпні. Росте у степовій зоні по солончаках, понад берегами степових рік, на приморських схилах, зрідка в Криму. Інколи утворює суцільні зарості.

## Збір
Зазвичай, корені збирають восени або рано навесні, зрідка влітку. Очистивши їх ретельно від кори, до жовтого шару, сушать на горищі або в сушарнях.

## Хімічний склад
Корені солодцю містять у собі глікозиди: ліквіритин, гліциризин (нудно-солодкий на смак), глюкозу, пектини, крохмаль, гіркоту, віск, аспарагін, солі кальцію, калію, магнію та сліди летких олій.

## Використання
Стародавні єгиптяни використовували корінь локриці як підсолоджувач. Археологи знайшли його в похованні фараона Тутанхамона. Як ліки локрицю використовували також у Китаї, Індії та середньовічній Європі.
В 1731 році італієць Джорджіо Амареллі винайшов спосіб добувати з кореня цієї рослини екстракт, який також отримав назву локриці. Локричні цукерки з часом припали до смаку багатьом мешканцям Північної Європи, зокрема голландцям, шведам і фінам.
У практиці української народної медицини застосовують як відхаркувальний (особливо при бронхіальній астмі у дітей), дещо сечогінний, обволікальний, трохи проносний засіб при закрепах, геморої, виразці шлунка.
Може використовуватися як протиотрута при отруєнні грибами. Поліпшує смак ліків (гліциризин у 150 разів солодший за цукор), діє кортизоноподібно, впливає сприятливо на обмін речовин і при хворобі Аддісона.
Враховуючи те, що глікозид гліциризин є джерелом глюкуронової кислоти, якою організм знешкоджує різні отрути (в тому числі токсини правця), локрицю вживають при жовчних каменях і хворобах печінки.
Екстракт солодцю заспокоює болі, але треба пам'ятати, що гліциризин може порушити електролітно-водну рівновагу і призвести до виникнення набряків. Понижується також при цьому вміст вітаміну С у надниркових залозах. Солодка може вплинути на баланс електролітів в організмі та привести до високого кров'яного тиску, головних болів.
У 2020 році зафіксовано випадок смерті, спричинений надмірним споживанням цукерок з екстрактом кореня локриці. Лікарі описали цей випадок у Медичному журналі Нової Англії (New England Journal of Medicine), дійшовши висновку, що у смерті чоловіка винна гліциризинова кислота, яка міститься у локриці." Остаточний діагноз, псевдогіперальдостеронізм, свідчить про надмірне споживання солодки, ускладнене зупинкою серця, пов'язаною з фібриляцією шлуночків.
Його додають в суміші для вогнегасників, застосовують для боротьби з сірчанокислим туманом над електролізними та рафіновуваними ваннами підприємств кольорової металургії.

### У харчуванні
Локричний екстракт обов'язкова складова жувальних гумок і відомого напою Кока-Кола, його використовують при виготовленні тютюну вищих сортів, у виробництві цукерок, квасу, пива, лимонаду.
Дрібно порізані корені додають під час квашення яблук, огірків, капусти.
Стебла і листя є поживним кормом для худоби й водночас стимулятор росту тварин.